# Mauern (Grafrath)
Mauern ist ein Gemeindeteil der Gemeinde Grafrath im oberbayerischen Landkreis Fürstenfeldbruck.

## Geographie
Das Dorf liegt circa zwei Kilometer südöstlich von Grafrath an der Kreuzung der Kreisstraßen FFB 6 und FFB 7.

## Geschichte
Der Ort wird erstmals im Jahr 1314 erwähnt, als die Herren von Greifenberg ihren Besitz in Mauern im Tausch an das Kloster Fürstenfeld abtraten.

## Baudenkmäler
- Kapelle St. Georg, erbaut 1450